# Bartolomeo Barbarino
Bartolomeo Barbarino, surnommé « il Pesarino  » (v. 1568 – v. 1617) est un compositeur et chanteur italien. Connu pour ses dons de contre-ténor (ou « falsettiste »), il s'illustre dans la monodie caractérisant l'avènement de la musique baroque.

## Biographie
Peu de sources historiques nourrissent la biographie de Bartolomeo Barbarino. Les archives de l'église de Loreto témoignent qu'il y est employé comme alto à l'église Santa Casa. Jusqu'en 1602 il vit et travaille à Urbino au service de Giuliano della Rovere. De 1602 à 1605 il est organiste à la cathédrale de Pesaro, après quoi on le trouve au service de l'évêque de Padoue. En 1608 il s'installe à Venise et prend notamment part à la fête de San Rocco (Saint Roch), alors très importante dans la vie musicale vénitienne. Un auteur et voyageur anglais, Thomas Coryat, note dans ses Coryats Crudities (Londres, 1611) : « Parmi les chanteurs (...) il y en avait un sans égal, qui avait une voix... surnaturelle par sa douceur. Je pense que jamais il n'y eut de meilleur chanteur au monde. J'ai pensé qu'il s'agissait d'un castrat, car les castrats ont ce genre de facilités dans les aigus. Lorsque j'appris qu'il ne l'était pas, mon admiration redoubla. »

## Œuvre
La majeure partie de l'œuvre de Bartolomeo Barbarino est de style monodique, virtuose et avec accompagnement de basse continue, dont il précise l'instrumentation (usage du chitarrone, du théorbe, ou du clavecin), ce qui était inhabituel à l'époque. 
Bartolomeo Barbarino publia deux livres de motets à Venise, dont un pour voix seule avec accompagnement de chitarrone, ainsi de treize pièces sacrées séparées. Il publia également cinq livres de madrigaux et un livre de canzonette. Sa dernière publication est un livre de madrigaux qui date de 1617, pour trois voix avec accompagnement de basse continue. Son catalogue compte ainsi environ 150 pièces. Détail notable : il publiait souvent deux versions d'une même voix de solo à chanter, l'une très ornée et virtuose démontrant ses exceptionnelles prédispositions, et l'autre simplifiée.

## Enregistrements discographiques
- Love Letters, Il Vero Modo, dir. Giovanni Cantarini, Thorofon Records, 2007.
- Music for San Rocco, Gabrieli Consort and Players, dir. Paul McCreesh, Archiv Deutsche Grammophon GmbH, Hamburg, 1996.